# پچیولی
پچیولی (به ایتالیایی: Peccioli) یک کومونه در ایتالیا است که در استان پیزا واقع شده‌است. پچیولی ۹۲٫۶ کیلومتر مربع مساحت و ۴٬۸۹۳ نفر جمعیت دارد و ۱۴۴ متر بالاتر از سطح دریا واقع شده‌است.

## خواهرخوانده
شهر Ellhofen خواهرخواندهٔ پچیولی هست.